# Clara Knecht
Pour les articles homonymes, voir Knecht.
Élise-Claire Dubost, plus connue sous le nom de Clara Knecht ou parfois Klara Knecht, née à Schiltigheim en 1914 et morte à une date inconnue, est une secrétaire et traductrice alsacienne, employée pendant la Seconde Guerre mondiale au siège de la Gestapo à Tours pendant l'Occupation. Elle est connue pour avoir pratiqué des interrogatoires cruels et sadiques pour le compte de la Gestapo. Ce qui lui a valu le surnom de « la chienne ».

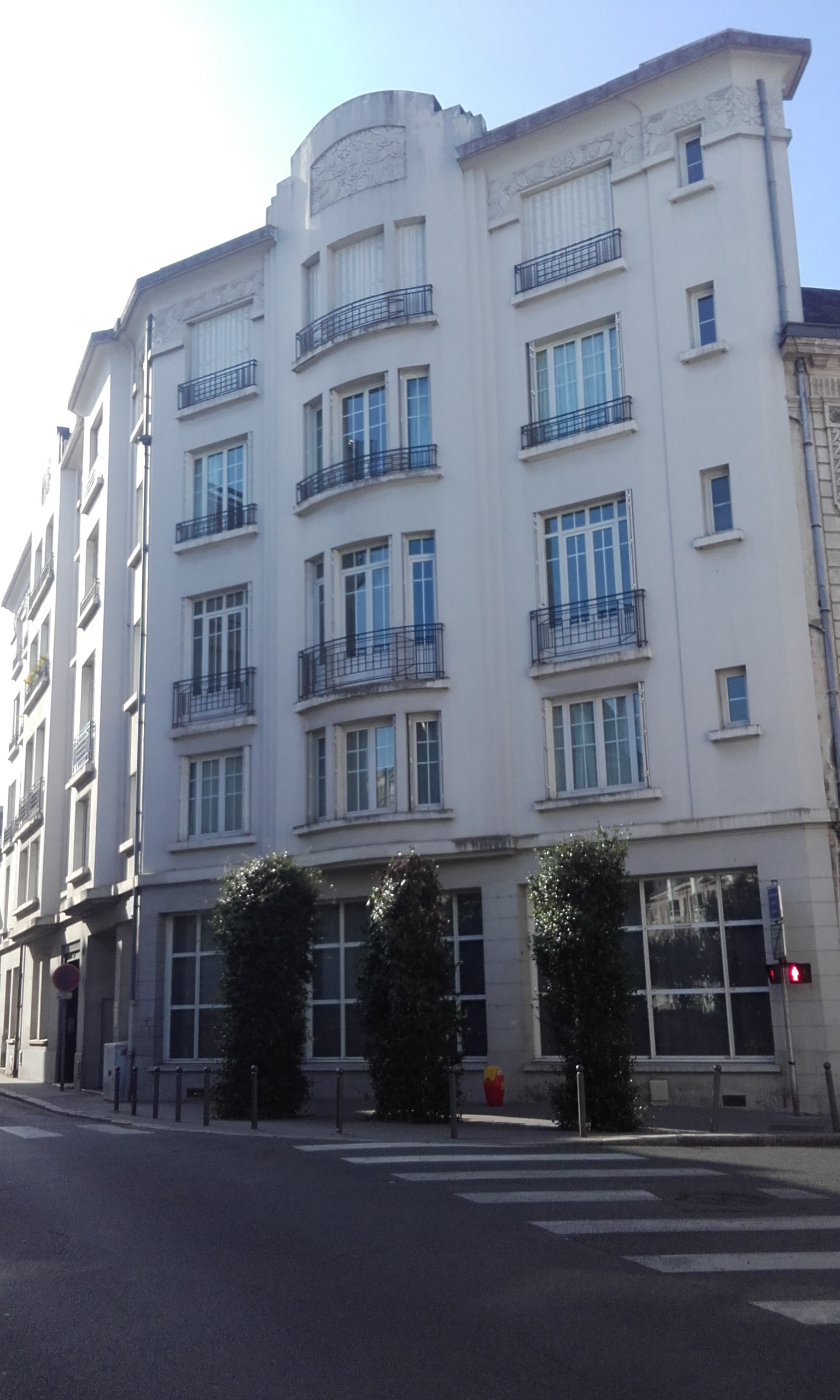
Siège de la Gestapo de Tours pendant l'occupation allemande

## Biographie
Dès 1942, collaboratrice, elle est employée par la Gestapo, au 17, rue George-Sand à Tours en qualité d'interprète et assiste ainsi aux interrogatoires des personnes emprisonnées à la prison de Tours,, menés par la Gestapo, sous l'égide notamment de Georg Brückle,,. Clara Knecht est, selon certaines sources, la maîtresse de Georg Brückle, et de Ditmar Geissler. Elle occupe également la maison du résistant Jean Meunier.
Selon les témoignages d'Yvette Varvoux et Michel Jeulin, elle est une tortionnaire particulièrement sadique et redoutée par les résistants et les résistantes,. Elle les aurait frappés, aurait arraché leurs ongles, et se serait servie d'un nerf de bœuf aux lanières de cuivre, qu'elle oblige ses victimes à baiser,,. Elle a également développé une forme de torture utilisant des bains d'eau savonneuse,, utilisés entre autres à Rennes et pratiqué la torture sexuelle,.
Des allégations propagées après la guerre dans un contexte de justice expéditive indiquent qu'elle admet avoir tué l'abbé Henri Péan,,, , ,en 1944. Marcelle Delaunay et Robert Marquant sont également torturés selon ces mêmes sources.
En août 1944 elle fait partie de l'équipe de la Sipo qui interroge Yvette Varvoux, organisant même un simulacre d’exécution sur le pont de Montlouis et lui laissant entrevoir son mari violenté et affaibli dans la cour avant de prétendre qu'il s'était suicidé avec ses bretelles. Elle disparait fin août 1944 après avoir torturé des maquisards à la Grande Babinière.
Sébastien Cheverau, historien et auteur d'un livre sur le massacre de Maillé, contredit cette analyse dans son livre et indique, comme André Goupille dans son témoignage, que c'est Dietmar Geissler qui a assassiné l'abbé Péan. Clara Knecht, selon lui, est « employée comme traductrice de la Gestapo, elle en fut une auxiliaire zélée, ce qui lui valut le surnom évocateur de "la chienne" »
Dans son ouvrage La ligne de démarcation volume 5, le colonel Rémy indique qu'elle a été retrouvée sous l'uniforme d'AFAT à Baden-Baden au début de l'année 1945. Elle avait réussie à se faire incorporer dans ce corps féminin en raison de sa naissance strasbourgeoise.
Le journal France-Soir fait un long compte rendu du procès de Clara Knecht les 2 et 3 septembre 1945, soulignant sa grande beauté et son immense cruauté. Elle est condamnée à mort par contumace le 6 septembre 1945 par la cour de justice d'Indre-et-Loire, mais réussit à fuir.
Un autre procès se tient à Toulon en 1949, dans lequel, selon des allégations propagées par la presse régionale, elle aurait admis avoir tué l'abbé Péan et aurait été internée par la suite dans un hôpital psychiatrique, mais il s'agirait d'une fausse Clara Knecht, la vraie ayant disparu dès la Libération et étant, selon la justice française, décédée dans le bombardement de la ville de Pforzheim le 25 janvier 1945,.